# Haplolabida altipeta
Haplolabida altipeta là một loài bướm đêm trong họ Geometridae.